# Allochernes japonicus
Allochernes japonicus är en spindeldjursart som först beskrevs av Kuniyasu Morikawa 1953.  Allochernes japonicus ingår i släktet Allochernes och familjen blindklokrypare. Inga underarter finns listade i Catalogue of Life.